# 米特尔布伦
米特尔布伦是德国莱茵兰-普法尔茨州的一个市镇。总面积8.97平方公里，总人口675人，其中男性341人，女性334人（2011年12月31日），人口密度75人/平方公里。